# Jealous (Sinéad O'Connor)
Jealous is een nummer van de Ierse zangeres Sinéad O'Connor uit 2000. Het is de tweede en laatste single van haar vijfde studioalbum Faith and Courage.
"Jealous" wist geen hitlijsten te bereiken in O'Connors thuisland Ierland. In het Nederlandse taalgebied werd de plaat een mager succesje; met in Nederland een 20e positie in de Tipparade, en in Vlaanderen een 6e positie in de Tipparade.